# Anju, Chongqing
Anju (kinesiska: 安居) är en köping i sydvästra Kina. Den ligger i stadsdistriktet Tongliang i storstadsområdet Chongqing, omkring 71 kilometer nordväst om det centrala stadsdistriktet Yuzhong. Antalet invånare är 21 000. Befolkningen består av 10 731 kvinnor och 10 269 män. Barn under 15 år utgör 15,0 %, vuxna 15-64 år 65 %, och äldre över 65 år 19,0 %.